# Thrinax microcarpa
Espèce
Thrinax microcarpa est une espèce de plantes de la famille des palmiers. Selon plusieurs auteurs, son appellation valide serait Leucothrinax morrisii.